# Negros (ilha)
Negros é uma ilha pertencente às Visayas, nas Filipinas, situada a noroeste de Mindanao, e com 13328 km² de área. A sua máxima altitude é o vulcão Kanlaon, com 2435 m.
As principais cidades são Bacolod (mais de 511000 hab.) e Dumaguete (mais de 120000 hab.). A ilha tinha 4194525 habitantes em 2010.